# Myrdammen
Myrdammen är en sjö i Sunne kommun i Värmland och ingår i Göta älvs huvudavrinningsområde. Sjöns area är 0,026 kvadratkilometer och den befinner sig 199 meter över havet.